# Forêt de Paimpont
La forêt de Paimpont (en breton : Breselien ou Koed Pempont), appelée forêt de Brécilien jusqu'au XVe siècle, souvent identifiée à Brocéliande, forêt mythique et enchantée de la légende arthurienne, est située autour de Paimpont dans le département d'Ille-et-Vilaine en Bretagne, à environ 30 km au sud-ouest de Rennes. D'une surface de 9 000 hectares, elle fait partie d'un massif forestier plus large qui couvre les départements voisins du Morbihan (avec le camp de Coëtquidan) pour s'étendre sur une surface totale de 13 500 ha environ.

## Géographie

### Situation

Carte de la commune de Paimpont.

La forêt occupe principalement le territoire de la commune de Paimpont, mais s'étend sur des communes limitrophes, principalement Guer et Beignon au sud, Saint-Péran au nord-est et Concoret au nord. Les 7 000 hectares de bois qui entourent Paimpont sont les restes d'une futaie plus dense et beaucoup plus étendue.
Du point culminant à 258 m de la partie occidentale appelée haute forêt. L'altitude diminue régulièrement en offrant des points de vue vers le département du Morbihan, points de vue dont on retrouve les équivalents au nord sur la commune de Mauron. C'est la route des Forges à Concoret tout au nord passant par le bourg de Paimpont qui délimite la haute forêt et la basse forêt, d'étendues comparables.

### Description

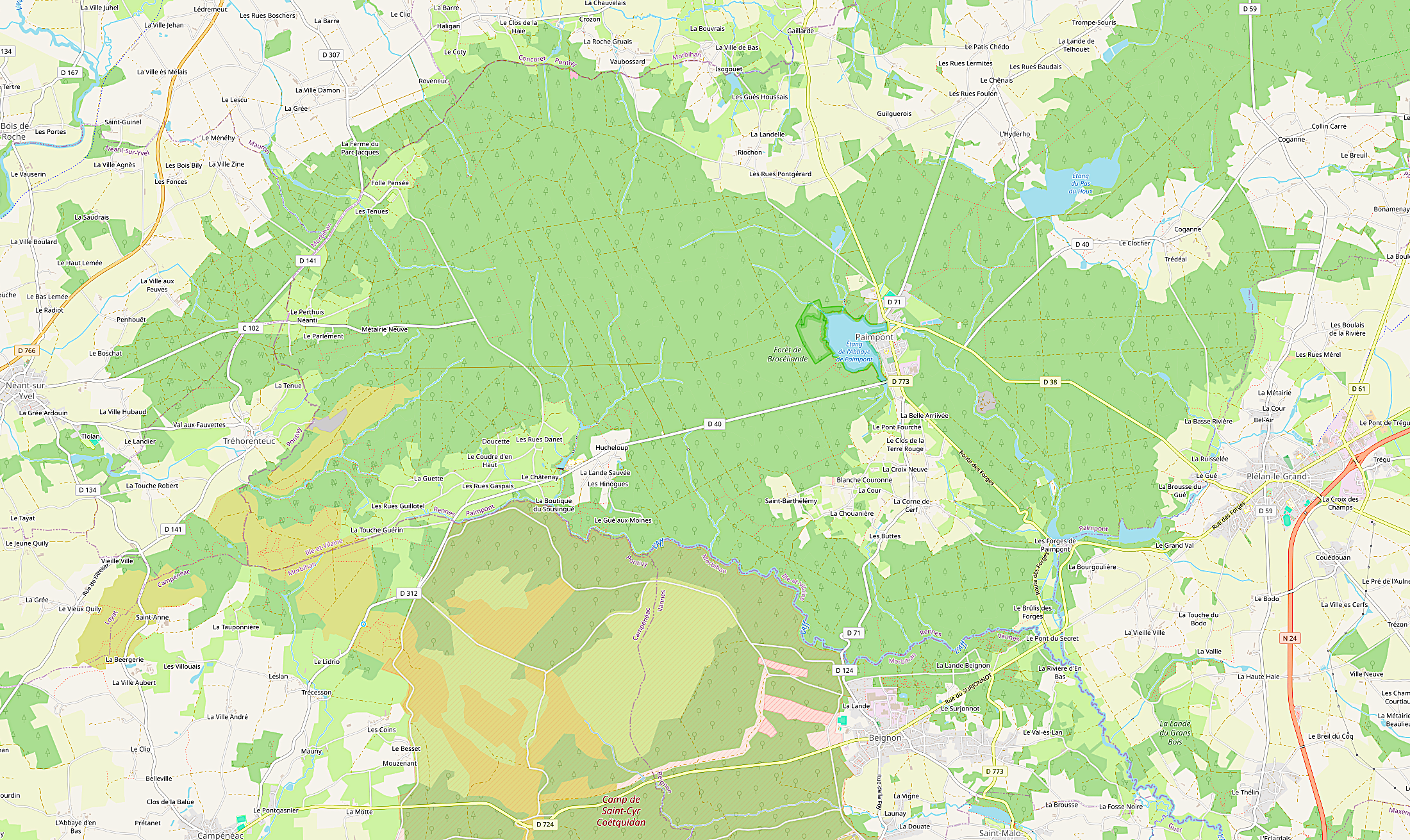
Carte de la forêt de Paimpont (Openstreetmap).

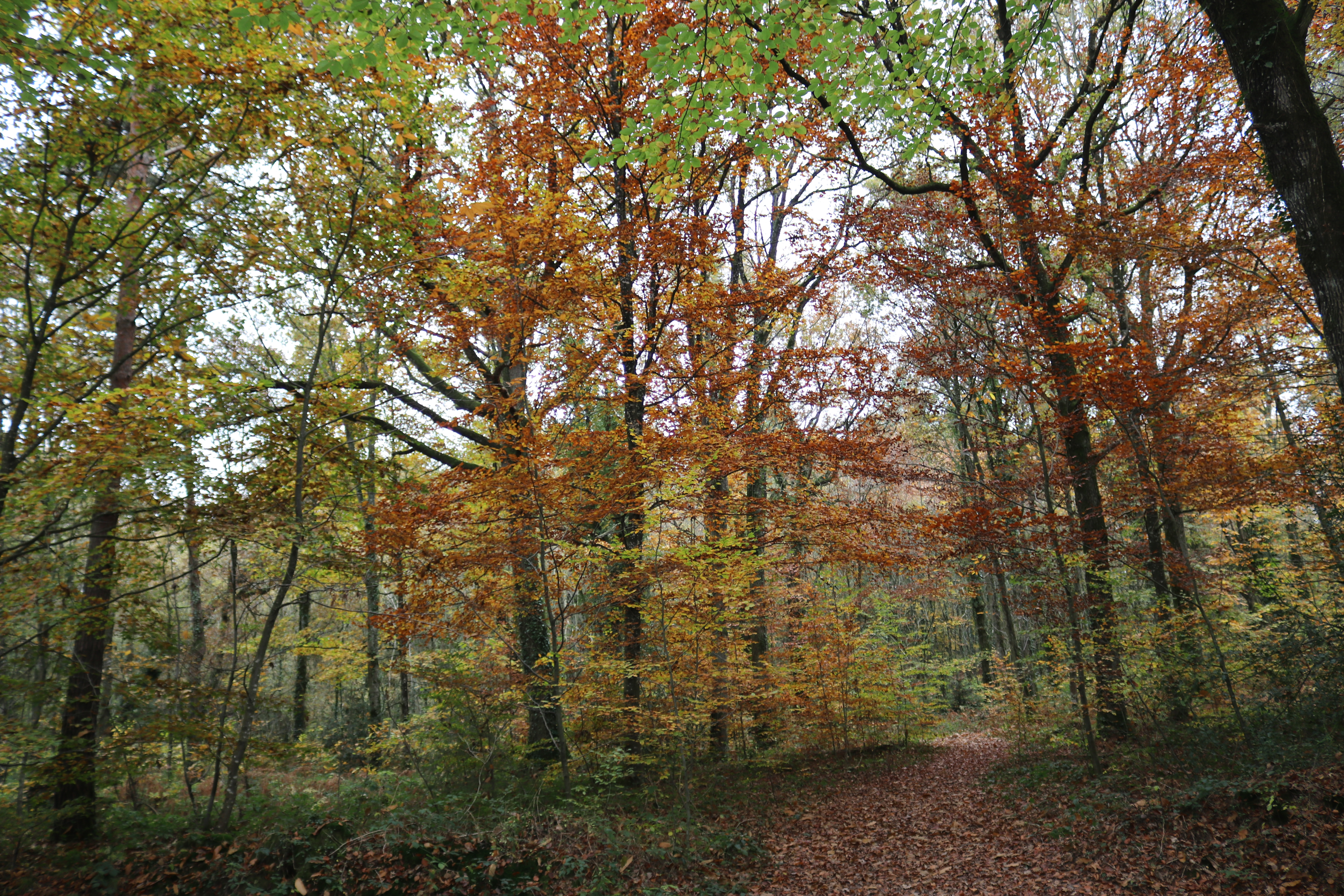
La forêt de Paimpont en automne.

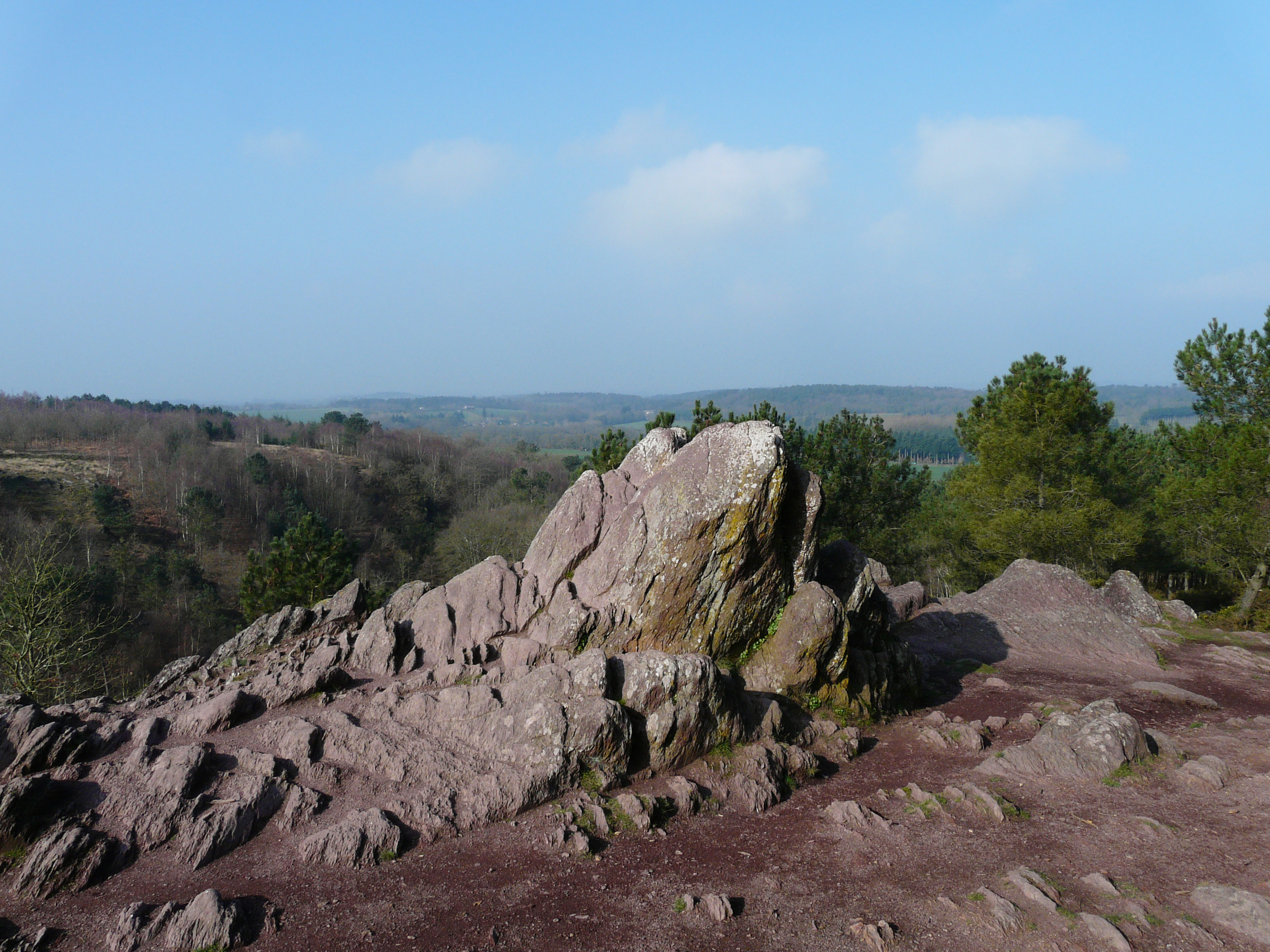
Affleurement de schiste rouge au Val sans retour.

Une description datant de 1937 indique que « son sol est de grès armoricain et de schiste pourpré (schiste rouge). Elle domine un massif surplombant le bassin de Rennes. Les grès sont plus abondants aux sommets de la Haute-Forêt et des carrières de Paimpont. Les schistes se graduent vers le nord. À leur contact jaillissent Jouvence, Barenton, Beauvais et les puits utilisés par Mauron. On trouve à l'Ouest la Haute-Forêt, avec crêtes de 250 mètres, au nord-est la Basse-Forêt, de 100 mètres. Paimpont doit à ces hauteurs pittoresque et climat. La Haute-Forêt est fouettée des vents du nord-ouest. Beauvais était renommé pour ses moulins à vent. Grâce à cette altitude, le vent nocturne du « Serein » est propice aux moulins de la Chapelle et du Marais. Le relief a son rôle à jouer dans l'hygrométrie. Au sud-est, Plélan, avec ses 134 mètres [d'altitude] reçoit ses 818 mm de pluie par an, contre 728 mm à Rennes. Le minimum de pluie se produisant en été cause les craintes des cultivateurs en mai-juin. Cependant on peut dire que la plus grande partie de l'année, le massif de Paimpont est humide, et cette humidité est favorable à la forêt ».

### Mosaïque paysagère
Le massif forestier forme une mosaïque paysagère avec boisements, landes, étangs (dont ceux de forêt du Perray et des Forges créés pour l'industrie métallurgique), terres agricoles et habitats. La forêt primitive est une chênaie-hêtraie qui a été considérablement dégradée : les défrichements monastiques médiévaux, l'industrie des forges grande consommatrice de bois comme source de combustible à partir du XVIIe siècle, et les incendies durant la Première Guerre mondiale, conduisent à la dégradation du massif boisé : podzolisation, installation de séries régressives de végétation (dégradation de la chênaie-hêtraie en pinèdes à pin sylvestre et surtout à pin maritime), accélérée par l'enrésinement (résineux introduits vers 1840). Toutefois, dans les endroits favorables, la chênaie-hêtraie a pu se reconstituer et c'est actuellement l'élément dominant de la forêt. Elle se présente rarement sous forme de futaies, mais plutôt sous forme de futaie de chêne et de hêtre sur taillis de houx, peuplée d'essences diverses : Chêne pédonculé, Hêtre, Chêne sessile, Tremble, etc. Les peuplements de résineux sont soit en inclusion, après des coupes à blanc, soit en transition avec la lande, sur sa périphérie, comme vers l'ouest dans le secteur de Tréhorenteuc et du Val sans Retour. Le tapis végétal du sous-bois est constitué principalement de Molinies (associé à la chênaie pédonculée, cette graminée forma aussi des prairies où se rencontre aussi la succise des prés et des joncs) et de Fougère aigle.
En fonction du degré d'hygrométrie du sol, on peut distinguer trois types de landes : les landes sèches succédant à la pelouse à fétuque, avec comme espèce dominante la bruyère cendrée en association avec l'ajonc d'Europe, l'agrostis sétacé (en) et le genêt à balais, arbrisseaux accueillant des espèces d’oiseaux comme l'engoulevent, l'alouette lulu ou la fauvette pitchou, mais aussi le lézard vert, et des plantes telles que le Carex précoce (de), la Laîche à pilules, la Piloselle, le Gaillet des rochers, le glaïeul d'Illyrie ou, sur les versants les mieux exposés, le genévrier ; à mi-pente des versants, les landes mésophiles à bruyère cilée (et dans une moindre proportion la bruyère des marais) associées à la molinie, la fougère aigle et la callune (comme pour la lande sèche, la présence régulière de jeunes plants de bouleaux voire de chênes montre l’évolution de cette association vers un boisement soit une chênaie-hêtraie, soit une pinède) ; dans les bas de versant, en bord d’étang et de tourbière ou au sein de petites dépressions présentes dans les landes mésophiles, les landes humides dominées par la bruyère des marais, associées à la callune, l'ajonc nain, le genêt d'Angleterre, le saule rampant, la petite scutellaire et des arbustes (bouleau pubescent, bourdaine, pin maritime). Ces landes humides comportent une flore d'intérêt patrimonial (narthécie des marais, gentiane pneumonanthe).

### Climat

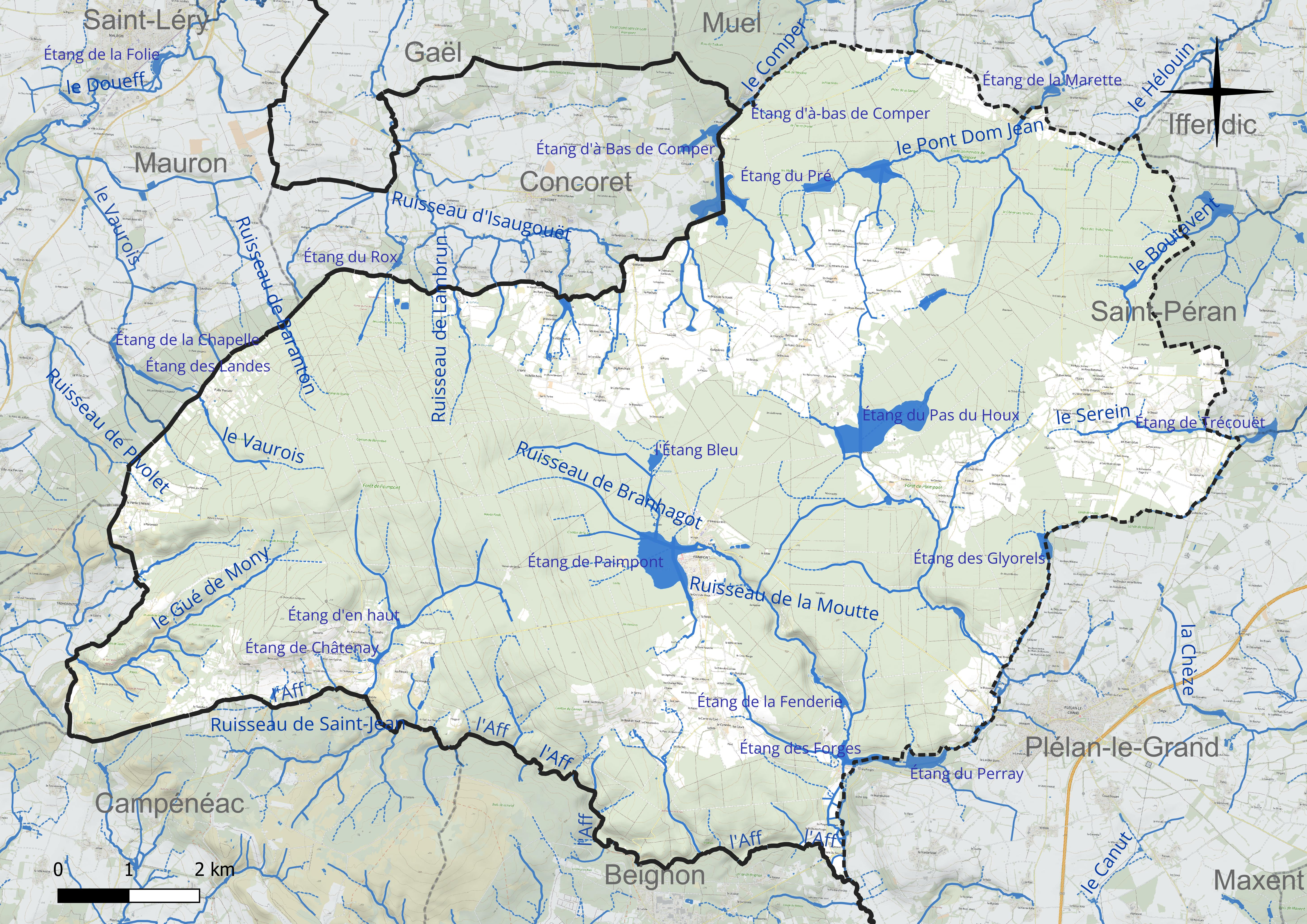
Carte du réseau hydrographique de la forêt de Paimpont dont l'altitude a un effet barrière sur la circulation des vents d'ouest et de sud-ouest.

L'altitude moyenne de 150 m du massif forestier qui forme un plateau circulaire, et notamment celle de la haute-forêt (altitude moyenne de 225 m, avec comme point culminant — qui est aussi celui de l'Ille-et-Vilaine — la butte de Ponthus qui atteint 258 m) contribue à lui donner un climat proche de celui des côtes du Finistère. En effet, l'effet orographique lié à ces reliefs, constitue un obstacle aux régime des vents dominants d'ouest et de sud-ouest qui se traduit par des précipitations régulières favorisant la végétation et l'alimentation de nombreux ruisseaux qui occupent les fonds de vallons. De ce relief s'écoule ainsi un réseau hydrographique qui donne à la « montagne » de ce département un caractère de château d'eau alimentant les sous-bassins versants de l'Oust (par l'intermédiaire de l'Yvel (rivière)), de l'Aff et celui du Meu, inscrits dans le bassin de la Vilaine.

### Cadre géologique

Carte géologique du Massif armoricain.

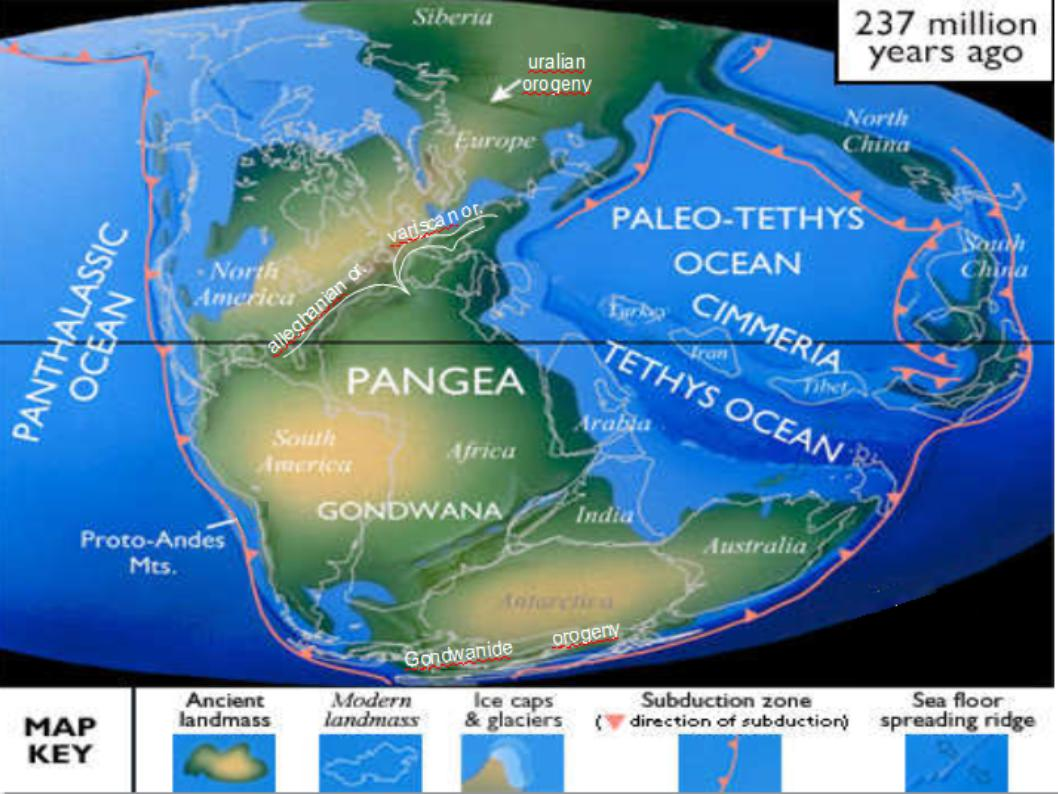
Reconstruction moderne de la Pangée (il y a 237 millions d'années). La collision entre la Laurussia et le Gondwana à l'origine de ce supercontinent est le moteur de l'orogène varisque (en sur la carte) dont l'empreinte subsiste notamment à travers l'Europe (dessinant un V dont la pointe serait le Massif central).

La région de Paimpont est localisée dans le domaine centre armoricain, dans la partie médiane du Massif armoricain qui est un socle ouest-européen de faible altitude (maximum 400 m), caractérisé par des surfaces d'aplanissement et qui résulte d'une histoire complexe composée de trois orogenèses : icartienne (Paléoprotérozoïque,ca. 2,2-1,8 Ga), cadomienne (Édiacarien 750-540 Ma) et surtout varisque (ou hercynienne, au Dévonien-Carbonifère, 420-300 Ma). La structure du Massif armoricain résulte de la superposition de l'héritage de ces deux derniers orogènes.
La forêt s’étend sur une seule entité géologique, le synclinal de Paimpont-Guichen qui fait partie de la partie nord-ouest d’une grande unité sédimentaire qui a été déformée par des plissements au Paléozoïque, le synclinorium de Martigné-Ferchaud, (« synclinaux du sud de Rennes »).
Ce synclinal de Paimpont-Guichen est situé dans un vaste bassin sédimentaire constitué de sédiments détritiques essentiellement silto-gréseux issus de l'érosion de la chaîne cadomienne et accumulés sur plus de 15 000 m d'épaisseur, sur lesquels repose en discordance des formations paléozoïques sédimentaires.
La forêt de Paimpont s'étend essentiellement sur trois formations géologiques : les schistes briovériens, les dalles pourprées de Montfort et le grès armoricain.

### Les incendies
Des incendies se produisent périodiquement : au moins 5 incendies importants sont recensés entre 1906 et 1938 et 7 entre 1947 et 1974 selon l'Encyclopédie de Brocéliande. Par exemple en 1906 « des soldats ont dũ préserver le bourg de Saint-Péran et le village de Croix-Jalu. Ils s'efforcent d'arrêter les flammes sur la route de Paimpont à Saint-Malon (..), le bourg de Telhouet est sérieusement menacé » écrit le journal Le Petit Républicain du Midi. Des incendies importants se produisent pendant la Première Guerre mondiale. Celui de 1929 parcourt plusieurs kilomètres dans les landes de Lambrun. « 700 hectares brûlés en forêt de Brocéliande » titre le journal Ouest-France le 30 avril 1984. Entre le 7 et le 11 septembre 1990, plus de 700 hectares sont détruits par les flammes et 5 pompiers grièvement brûlés. L'incendie qui se déclare le 12 août 2022 entre Campénéac et Tréhorenteuc parcourt 600 hectares et détruit totalement 400 hectares de landes et de bois.
À l'initiative de François Pinault, plusieurs chefs d'entreprises ont aidé financièrement la réhabilitation de la forêt incendiée.

## Toponymie
La forêt de Paimpont était désignée sous le nom de Brecélien au XVe siècle et on la désigne en breton à partir du toponyme Breselien. Il y a eu rencontre (paronymie) avec le nom mythique Broc(h)Irlande dans le contexte du légendaire arthurien brittonique[à vérifier].

## Histoire

### Pendant l'Ancien Régime
La forêt a été à plusieurs reprises exploitée pour les besoins de construction de la ville de Rennes, en particulier au XVe siècle. Ainsi, en 1419, quatre-vingt arbres vendus par les paroissiens de Plélan et de Coganne sont abattus en 187 journées de travail et acheminés à Rennes par vingt-deux charretiers.
Les Usements de la forêt Brécilien, rédigés en 1467 par le comte Guy XIV de Laval, décrivent la gestion de la forêt de Brécilien (ancien nom de la forêt de Paimpont) au XVe siècle.
Henri Ier de La Trémoille (1598-1674), cousin et héritier de Guy XX de Laval (lequel est mort en 1605), cousu de dettes, est contraint de vendre en 1626 l'ensemble du comté de Montfort et en 1653 la forêt de Brécilien.

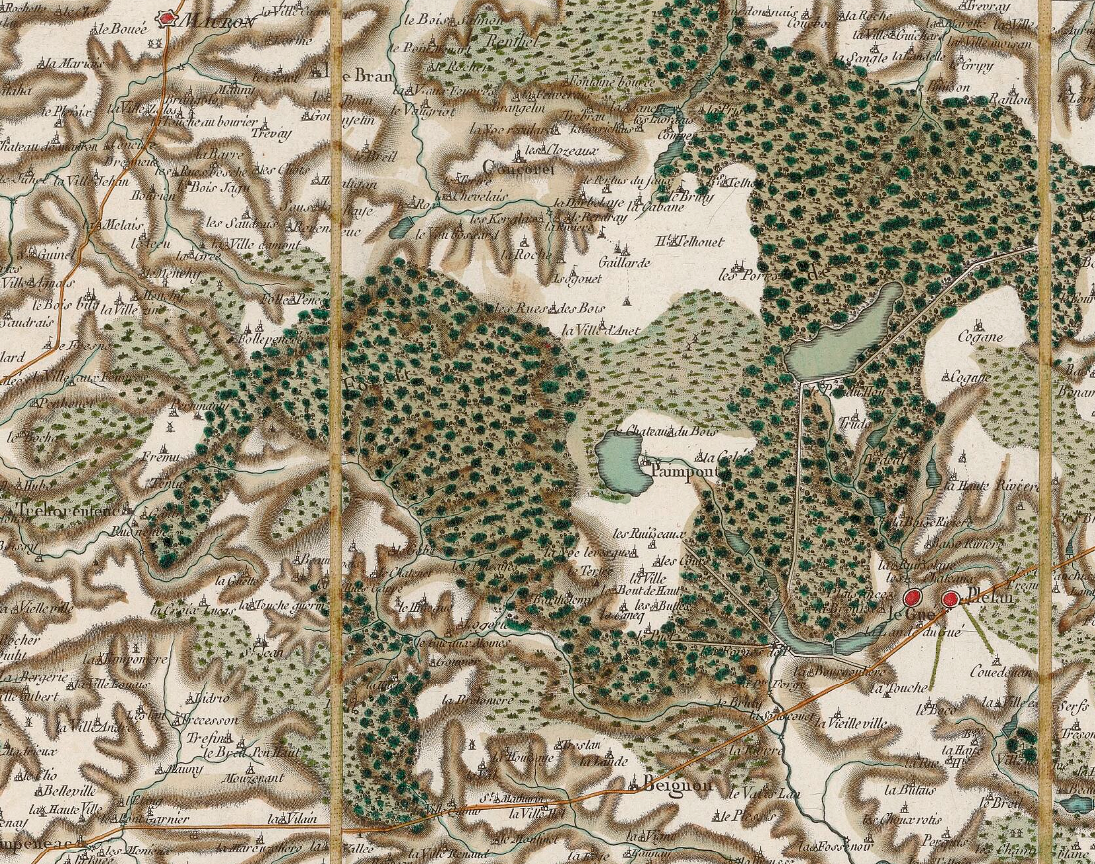
Carte de Cassini de la forêt de Paimpont (1785).

Par son importance avant la Révolution française, la forêt était le ressort d'une juridiction royale appelée "maîtrise des eaux et forêts", les juridictions seigneuriales traditionnelles ne s'occupant pas de la gestion forestière. Le bois étant exploité le plus complètement possible pour l'alimentation des hauts fourneaux en charbon de bois au moins aux XVIIe et XVIIIe siècles, l'affectation des arbres de premier choix à la marine a été un rôle marginal.
Les habitants et riverains de la forêt avaient l'habitude multiséculaire de disposer de droits forestiers d'usage qu'ils avaient tendance à confondre avec un droit de propriété, se heurtant notamment aux propriétaires des Forges de Paimpont, d'où de nombreux procès. De plus la misère et la disette s'aggravèrent, comme en témoignent les cahiers de doléances des paroisses avoisinantes, la mortalité  s'aggravant dans des paroisses comme Sérent, Loyat, Guilliers, Concoret. En 1788 paraît le "catéchisme du citoyen", un brûlot vendu clandestinement qui préfigure les graves troubles qui se déroulèrent dès 1789, par exemple l'attaque du château de Comper par les paysans.

### Pendant la Révolution française et leXIXesiècle
Durant la période de la Révolution française, l'abolition des privilèges déclenche une reprise des défrichements de bois et forêts à la suite du partage des boisements communaux. Ainsi, en 1804 le préfet du département, Mr Borie écrivait « La forêt de Painpoint est la plus étendue (du département) (...) Les pillages des usagers l'ont laissée dans un état de dégradation qui ne suffit plus aux forges ; les acquéreurs se sont empressés de détruire beaucoup de futaies et d'avenues dépendant des anciennes propriétés des émigrés » Il ajoute que « Les landes de ce département sont de vastes plaines incultes et sauvages, couvertes de bruyères... Elles furent jadis des forêts. On en enlève la terre végétale, et on laisse à nu le roc ou une couche de glaise compacte et inculte à laquelle le laps d'un siècle ne rendra pas la végétabilité (../..). Les chèvres menacent les taillis et les clôtures d'une entière destruction ».
La forêt de Paimpont appartient au XIXe siècle à un propriétaire unique : Étienne Joseph de Formon entre 1841 et 1855, le duc d’Aumale entre 1855 et 1874, puis la famille Levesque jusqu'en 1929.

### L'essor des forges de Paimpont
Les forges furent les plus importantes forges à bois de la Bretagne dès le XVIIIe siècle. Elles fonctionneront jusqu'à la fin du XIXe siècle. Leur implantation est permise par la proximité d'un gisement de minerai de fer extrait à ciel ouvert, l'existence d'un réseau hydrographique important et l'approvisionnement aisé en charbon de bois produit sur place. La forêt fut surexploitée pour les besoins des forges.

### L'extraction du minerai de fer
Le minerai de fer utilisé aux Forges provenait de la Gelée, site à proximité du bourg de Paimpont. Les ouvriers venaient de villages éloignés « certains faisant plus de quinze kilomètres tous les jours » notamment du sud de la commune avec les villages voisins des Forges mais en Plélan-le-Grand, la Bourgoulière, et la Vieille-Ville, ou encore du Thélin aussi en Plélan, et aussi de villages de Beignon dans le Morbihan. Une fois leur « chiffre » individuel de wagonnets plein de minerai effectué, ils rentraient sans échanger beaucoup de paroles au long du chemin, tout le bas de leurs pantalons « complètement tapissés de terre argileuse jaune » .
Le directeur, ingénieur des Mines, habitait le bourg, comme tout l'encadrement « Plusieurs étaient Italiens, d'autres du Nord de la France »,.
Une autre minière à ciel ouvert, celle de l'Étang bleu, fut exploitée pour alimenter les usines du nord de la France. Sur une hauteur d'une quarantaine de mètres, des ouvriers détachaient à la pioche des blocs que d'autres chargeaient dans des wagonnets poussés sur leur rail au bas d'une des rampes où un système de treuil électrique (alimentée par une génératrice couplée à une machine à vapeur) prenait le relai pour les amener au niveau du sol. Là, le minerai était introduit dans des laveurs où de l'eau sous pression le débarrassait de sa terre . Une voie ferrée traversant la forêt vers le nord permettait le transport du minerai jusqu'à la gare de Mauron.
Dans un premier temps, l'eau boueuse fut déversée dans le proche étang de Paimpont par une canalisation, mais après quelques années, le mécontentement des riverains de l'Aff dans le Morbihan de voir l'eau devenue totalement impropre à leurs divers usages, contraignit après de nombreuses procédures, la direction à abandonner ce procédé. L'eau de l'Aff resta teintée de jaune plus de dix ans .
L'épuisement du gisement ferrugineux, associé aux difficultés de l'eau de lavage, aboutit à la décision de la société Monin-Pralon d'arrêter l'exploitation de la mine . Les conséquences de cette décision sur le plan des emplois et de la prospérité s'ajoutèrent naturellement à celles consécutives au quasi-arrêt des forges : une page était tournée, la forêt n'aurait plus d'activité industrielle .

### 1875-1938: le Domaine de Paimpont

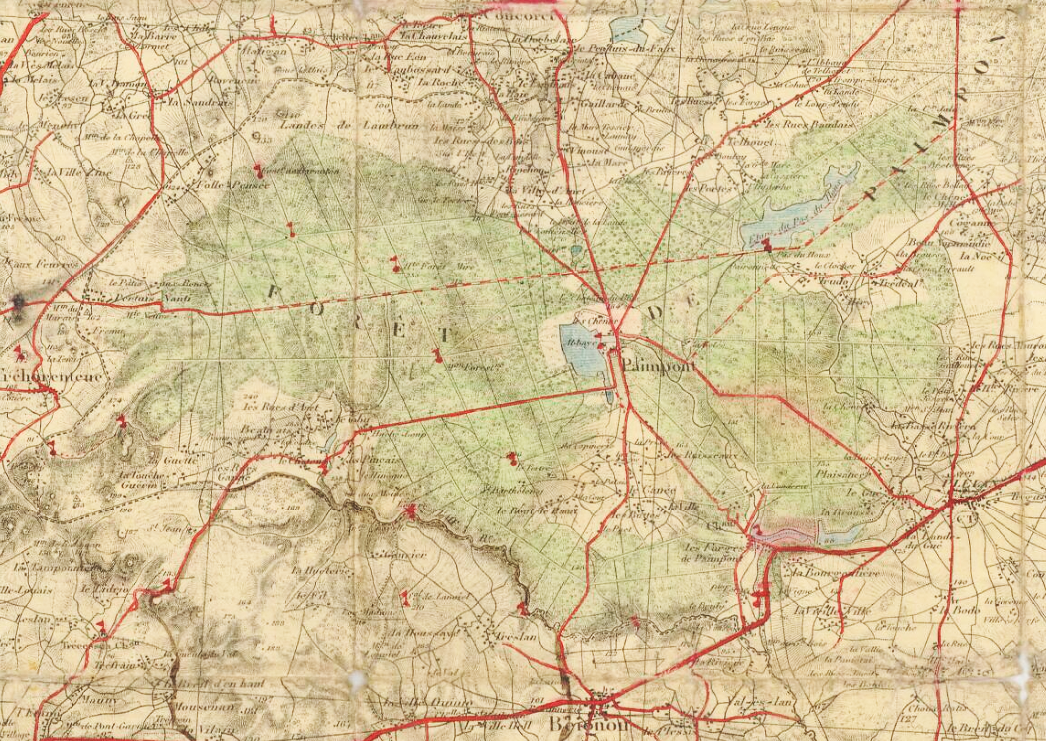
Carte de la forêt de Paimpont vers 1878.

En 1875, la forêt est achetée au comte de Paris par un armateur et industriel nantais, Louis Levesque, « pour le repos et l'agrément » . Le nouveau propriétaire crée le Domaine de Paimpont et fait marquer en particulier la tenue (veste en velours de couleur verte) et les outils des gardes, mais également l'équipage de vénerie, puisque des chasses à courre au sanglier sont organisées avec la meute renommée du comte de la Rochefoucauld, et au chevreuil avec la meute du comte du Pontavice. Entre les deux guerres mondiales, la forêt fait partie du terrain de chasse du Duc de Westminster, ainsi que plusieurs cartes postales en témoignent. « JAMAIS JE N'OUBLIERAI PAIMPONT » est la devise du domaine gravée sur les boutons de l'équipage de vénerie autour d'une tête de chevreuil de profil.
En raison d'abus, les droits ancestraux dont bénéficiait la population de Paimpont dans la forêt sont remis en cause par le nouveau propriétaire ; « les populations qui l'entourent, et qui comptent 3,450 habitants pour Paimpont et 370 pour Saint-Péran, avaient, presque sans obstacles, poussé jusqu'à l'abus le plus excessif, les droits d'usage dont cette forêt est grevée à leur profit ». À la suite de plusieurs procès, un nouveau règlement, moins favorable, entre en vigueur. À titre d'exemple, la coupe de litière (fougères, bruyères, ajoncs, genêts) demeure possible, mais après accord préalable et sous la surveillance d'un garde.
Les maisons de garde de la Croix-Jallu et de Roche-Plate sont édifiées, s'ajoutant aux neuf existantes : La Fenderie , les Forges, Haute-Forêt, Métairie-Neuve, Hergant, la Gelée, le Pas-du-Houx, le Buisson et Bon-avis. Dans la plupart des maisons logeaient deux gardes et leurs familles. Les gardes ordinaires étaient encadrés par cinq brigadiers, eux-mêmes dirigés par le Garde général (maison près de l'ancienne chapelle des Forges). Par la suite, les postes de brigadier furent supprimés, et un seul garde fut affecté à chaque poste de garde. Chaque mois, une réunion des gardes aux Forges servait à faire le bilan des procès-verbaux rédigés dans les coupes sous leur surveillance.

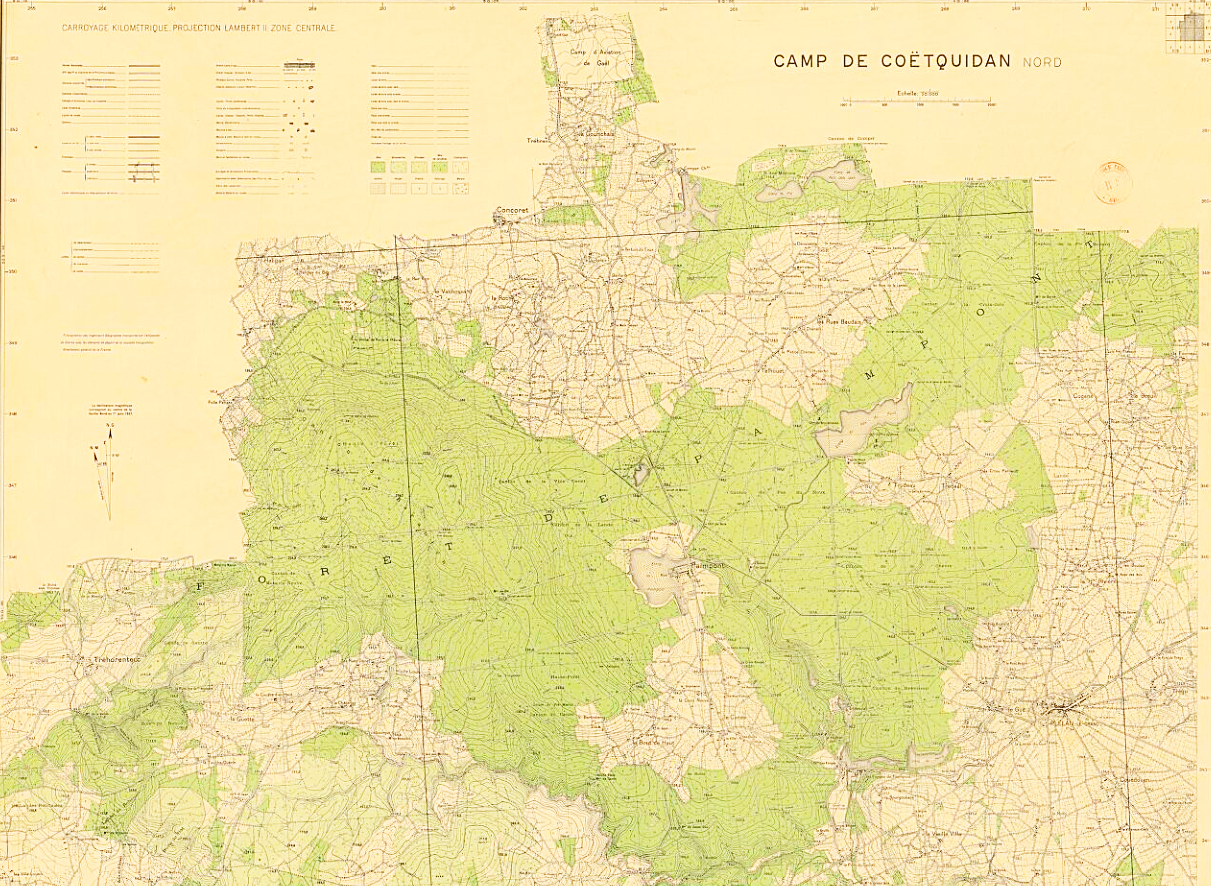
Carte de la forêt de Paimpont et du camp de Coëtquidan en 1926 (Service géographique de l'armée).

Sous l'impulsion de Donatien Levesque, l'un des deux fils du propriétaire, des lignes sont ouvertes dans la forêt, des fossés sont creusés, et les principaux carrefours sont dotés de panneaux indicateurs. Une scierie est installée à la Fenderie. Au décès de Louis Levesque, le domaine est partagé entre ses deux fils : Basse-Forêt à Louis, Haute-Forêt à Donatien, celui-ci conservant la gestion de l'ensemble du domaine pendant plus d'un quart de siècle . À la mort de Donatien Levesque, la direction du domaine est assurée pendant plus de vingt ans par son neveu par alliance, Adolphe Jollan de Clerville (1852-1931), maire de Saint-Viaud, président du conseil général de la Loire-Atlantique
Pendant la Première Guerre mondiale, la forêt, privée de l'essentiel de ses gardes, est affectée par d'importants incendies d'origine inconnue. Ceci aurait incité les propriétaires à vendre 3500 hectares de forêt, à de nouveaux acquéreurs qui fondent la Société forestière de Bretagne, société qui fournira du bois de mine pour les mines du nord de la France détruites pendant la guerre.
Les derniers loups signalés en forêt de Paimpont le sont pendant la Première Guerre mondiale ; ils ont fait l'objet de nombreuses chasses visant à leur éradication tout au long du XIXe siècle.

### De la deuxième moitié duXXesiècleà nos jours
Pendant la Seconde Guerre mondiale, trois parachutistes du Special Air Service de la France libre, le Vendéen Henry Corta, le Landais Francis Folin et le Parisien André Bernard, furent parachutés à la limite sud de la forêt avec mission d'effectuer des sabotages en vue de retarder l'envoi de renforts allemands vers le débarquement de Normandie le 6 juin 1944, leur objectif fut de neutraliser la ligne de chemin de fer Ploërmel-Mauron à Trégadoret en Loyat près de la rivière Yvel. La nuit suivante, les trois Français libres s'égarèrent au val-sans-retour. Le lendemain, ils rencontrèrent un fermier, Auguste Fournel, 68 ans, occupé à couper de la lande, heureux de rencontrer des libérateurs  qui les ravitailla puis les guida dans la nuit vers leur objectif,.
En septembre 1990, un incendie ravagea la forêt de Paimpont pendant cinq jours et détruisit 600 hectares.
Dans les années 1990, un projet de barrage sur l'Aff pour l'approvisionnement en eau de la région rennaise a suscité l'émotion  avant d'être abandonné. Exploitant une des deux vallées du massif, celle où passait déjà le sentier de grande randonnée 37, la retenue devait s'étendre sur 45 à 75 hectares.
Un projet d'agrandissement d'un centre de traitement des déchets présent sur la commune de Gaël existe depuis 2003. Malgré l'interdiction du permis de construire en 2010 et la forte opposition de la population, le Syndicat Mixte de Collecte et de Traitement des Ordures Ménagères (SMICTOM) en a obtenu un nouveau en novembre 2011. Une nouvelle pétition créée sur Avaaz a obtenu plus de 17 000 signatures pour s'opposer à ce projet.
Le 12 août 2022, dans l'après-midi un incendie se déclenche dans la forêt ravageant environ 300 hectares de végétation.

## Activités

### Gestion forestière
La forêt appartient principalement à quelques propriétaires qui l'entretiennent et l'exploitent pour le bois et pour la chasse, seule une petite partie au nord-est (10 %) est domaniale et gérée par l’Office national des forêts (ONF).
Cette situation empêche une libre circulation dans la forêt même aux abords du bourg et de son étang. Les propriétaires ont cependant signé une convention autorisant du 1er avril à la fin du mois de septembre la fréquentation de sentiers de randonnée empruntant certaines lignes ou sentiers de la forêt.
Du point de vue de la protection du massif forestier contre les incendies, les interventions dans la forêt ont été réparties en fonction de la distance aux lieux en cause entre les centres de secours de Paimpont, de Plélan, de Campénéac et de Mauron
À Vaubossard, la lande mésophile est l'objet d'une fauche manuelle traditionnelle.
À la fin du XIXe siècle, toutes les grumes exploitées dans la forêt arrivaient à la scierie de la Fenderie, au sud de la forêt, certains jours amenées par de nombreuses charrettes et des paysans que les travaux des champs n'occupaient pas. Ils croisaient ou rencontraient alors tous les clients notamment des communes au sud de Paimpont.

### Tourisme et légendes
Le baron Aymé-Rodolphe-Marie du Taya (1783-1850), auteur de Brocéliande, ses chevaliers et quelques légendes, livre paru en 1839, fut un fervent défenseur d’une localisation de la forêt légendaire de Brocéliande dans l'actuelle Forêt de Paimpont. Il fit construire le manoir du Taya en Néant, puis acheta celui de Rue Neuve à Tréhorenteuc en 1825 et en demeura le propriétaire jusqu’en 1847.
D'un point de vue touristique, la forêt de Paimpont bénéficie de son assimilation, apparue au milieu du XIXe siècle, à la forêt imaginaire de Brocéliande dans laquelle la légende situe maints épisodes des romans de la Table Ronde et de la légende arthurienne. L'idée de l'existence d'une grande forêt centrale au cœur de l'Armorique a germé dans l'esprit du « Lavisse breton », Arthur de La Borderie, dès 1861 et pour qui la forêt « s’étendait en longueur depuis le lieu de l’actuelle ville de Montfort jusqu’à celui de Rostrenen ou environ ».
La forêt possède ainsi un pouvoir d'attraction pour les adeptes du néopaganisme qui s'y réunissent périodiquement. Les adeptes de ces cultes sont très généralement non natifs du secteur. Si la tolérance prévaut, les rapports sont plus délicats avec les propriétaires de la forêt, notamment à propos de certains arbres remarquables. D'une manière plus générale, les intérêts du public qui cherche à profiter de toutes les richesses du site se heurtent parfois à ceux de ses exploitants.
Cette assimilation s'est institutionnalisée avec la création de la communauté de communes de Brocéliande, elle-même regroupée au sein d'une structure supra-intercommunale nommée le Pays de Brocéliande. La valorisation touristique du site de Paimpont est ainsi mise en œuvre par des panneaux de signalisation, des sentiers pédestres destinés à faire découvrir aux visiteurs un lieu cité dans le cycle arthurien et des panneaux explicatifs reliant chaque lieu à un récit légendaire.

### La station biologique de Paimpont
La station biologique de Paimpont, relevant de l'université de Rennes I, a été construite en 1966-1967. La forêt et ses milieux variés constituent un cadre propice à de nombreux stages auxquels participent les étudiants rennais en biologie ainsi que de nombreux étudiants et chercheurs étrangers, les bâtiments permettant d'accueillir environ soixante-dix personnes. Si les premiers chercheurs ont longuement étudié l'écologie des landes armoricaines, les sols et l'hydrologie, d'autres travaux concernent des sujets très éloignés du biotope local tels que le comportement des primates, représentés par des cercopithèques[réf. nécessaire].

## Les monuments

### L'abbaye de Paimpont

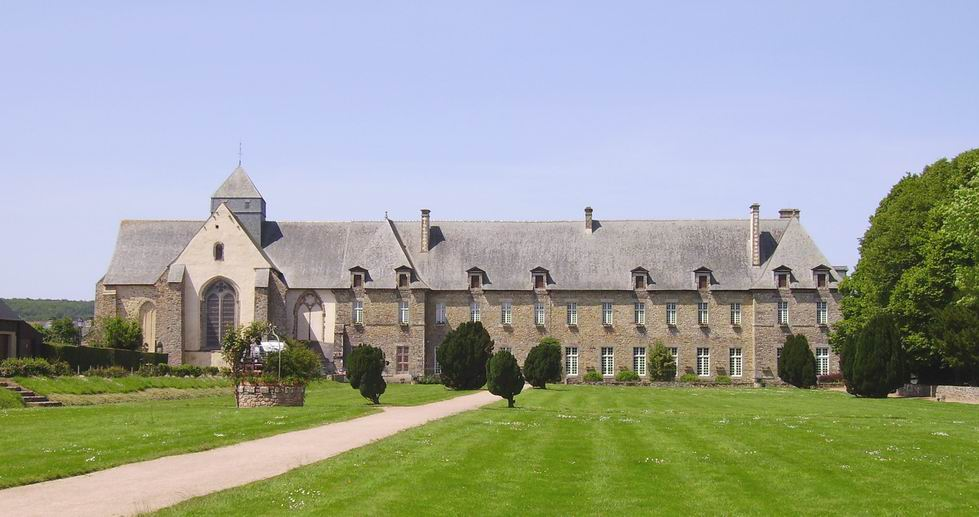
L'abbaye de Paimpont.

Située au bord du lac de Paimpont, son abbaye fut construite au XIIIe siècle sur l’emplacement d’un prieuré fondé en 645 par Judicaël, roi de Domnonée. C'était à l'origine un monastère bénédictin, mais elle fut dès le XIIIe siècle habitée par des chanoines jusqu’à la Révolution.
De style gothique médiéval (les murs, les ouvertures, le baptistère et la chapelle du St-Sacrement, la voûte), l'abbatiale présente un décor intérieur (chaire, statues, autels-retables) de style baroque du XVIIe siècle. La sacristie contient le trésor de l'abbatiale composé d’un Christ en ivoire (XVIIe siècle), d’un reliquaire (XVe siècle) offert par la duchesse Marguerite de Bretagne, mère de Anne de Bretagne, qui contiendrait un radius de St Judicaël[réf. nécessaire].

### Les forges de Paimpont

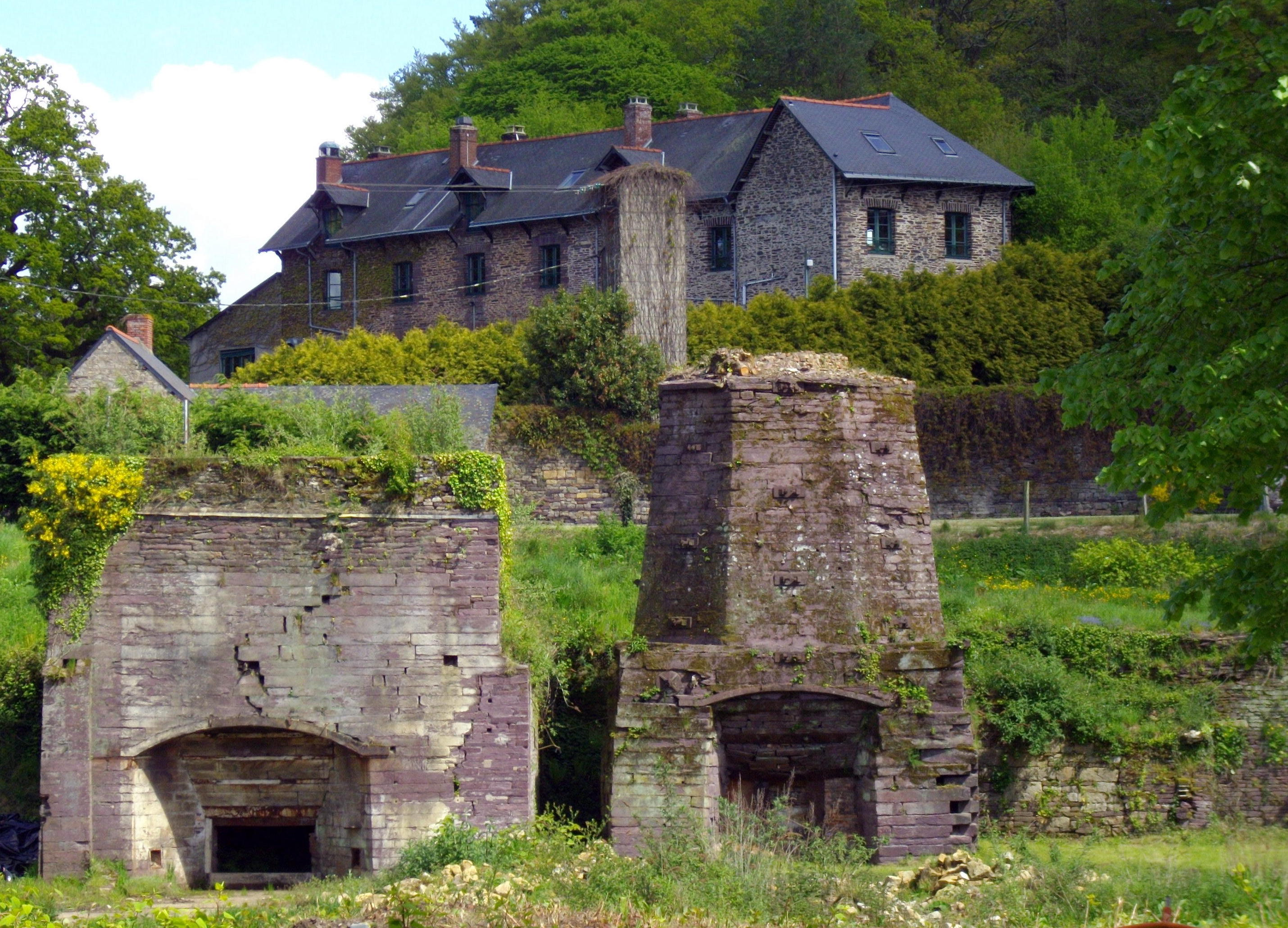
Les forges de Paimpont.

Le site fait l’objet d’une inscription au titre des monuments historiques depuis le 24 juillet 2001 et a bénéficié d'une réhabilitation avant son ouverture au public.

### Le château de Comper

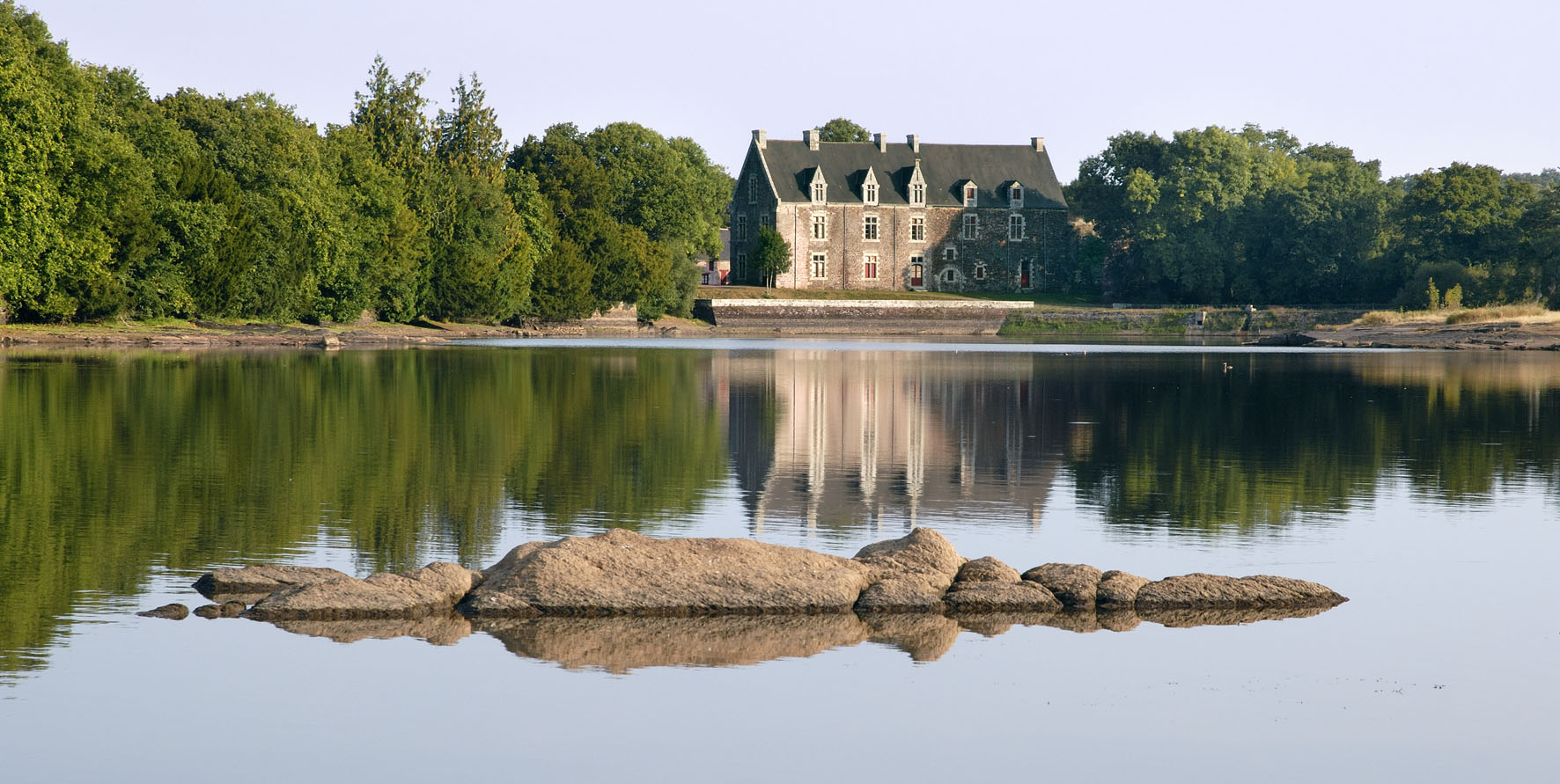
Le château de Comper.

Le château de Comper se situe au nord de la forêt de Paimpont, à deux kilomètres à l'est du bourg de Concoret. Dès le XIIIe siècle, Comper est considéré comme l'une des plus fortes positions de Haute Bretagne. Il a été le théâtre de nombreux combats et est passé aux mains de plusieurs familles. Il abrite désormais les expositions du Centre de l'Imaginaire Arthurien.

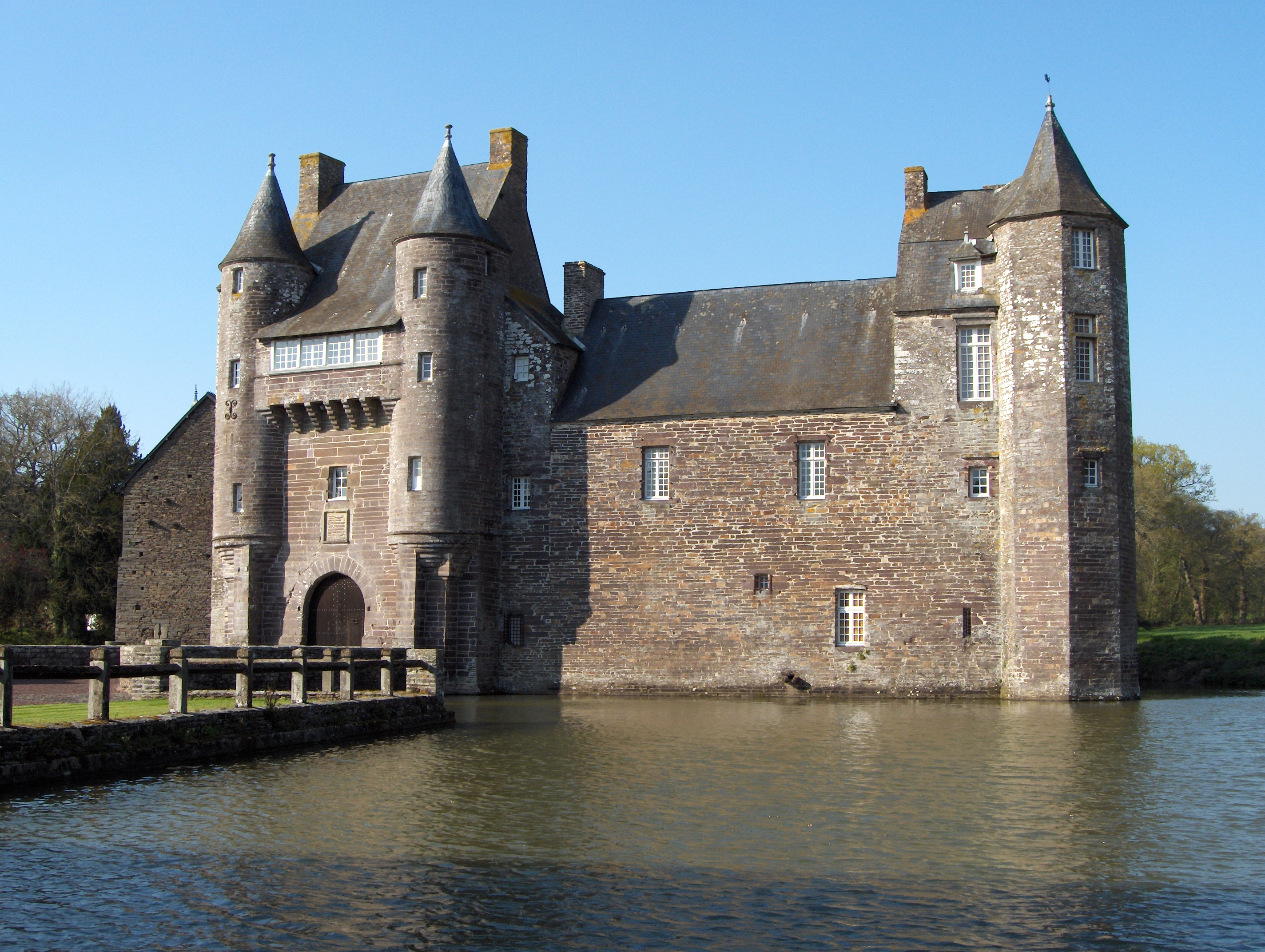
Le château de Trécesson.

### Le château de Trécesson
Situé en dehors de la commune et de la forêt, immédiatement dans son prolongement au Sud-Ouest, le château de Trécesson fut reconstruit, dans son état actuel, au XVe siècle. Une légende tenace dans la région se rattache au château de Trécesson, celle de « la Dame blanche de Trécesson ».

### Le château, dit le Pavillon
Le site fait l’objet d’une inscription à l'inventaire général des monuments historiques.
Le château a été construit à dans le quatrième quart du XIXe siècle.

### Le château, dit le Chalet
Le site fait l’objet d’une inscription à l'inventaire général des monuments historiques.
Construit sans doute entre la fin du XIXe siècle et le début du XXe siècle, la propriété des maîtres des forges supervise le domaine industriel depuis l'ouest. On peut y voir l'horloge qui rythme la vie ouvrière.

### Le château du Pas du Houx
Le site fait l’objet d’une inscription à l'inventaire général des monuments historiques.
Le château est construit en 1910, par l'architecte Frédéric Jobbé-Duval, pour la famille qui construit également vers la même époque le château de Brocéliande.

### Le château de Brocéliande
Le site fait l’objet d’une inscription à l'inventaire général des monuments historiques.
Le château est construit vers 1910, pour la famille qui construit également vers la même époque le Pas du Houx.

### Le manoir du Bas Fourneau
Le site fait l’objet d’une inscription à l'inventaire général des monuments historiques.
Le manoir date du XVIIe siècle. L'aile nord a été reconstruite en 1893.

## Les sites mégalithiques
La forêt de Paimpont abrite plusieurs sites mégalithiques dont certains ont été associés à la légende arthurienne.

### Le tombeau de Merlin
Au nord de la forêt se trouve le tombeau de Merlin, ancienne allée couverte du Néolithique qui a été détruite en 1894, à la suite de fouilles et dont il ne reste aujourd'hui plus que deux dalles de schiste rouge perpendiculaires. De nos jours, de nombreuses personnes vouent un culte à ce monument en y déposant un mot adressé à Merlin (en général un souhait qu'on désire qu'il exauce) ou un objet.
Selon la légende, après l'avoir séduit Viviane emprisonna Merlin dans une prison invisible, puis l'enferma dans un tombeau : Merlin s'étant allongé dans une fosse, la fée fit rabattre sur lui deux énormes pierres.

### L'hotié de Viviane

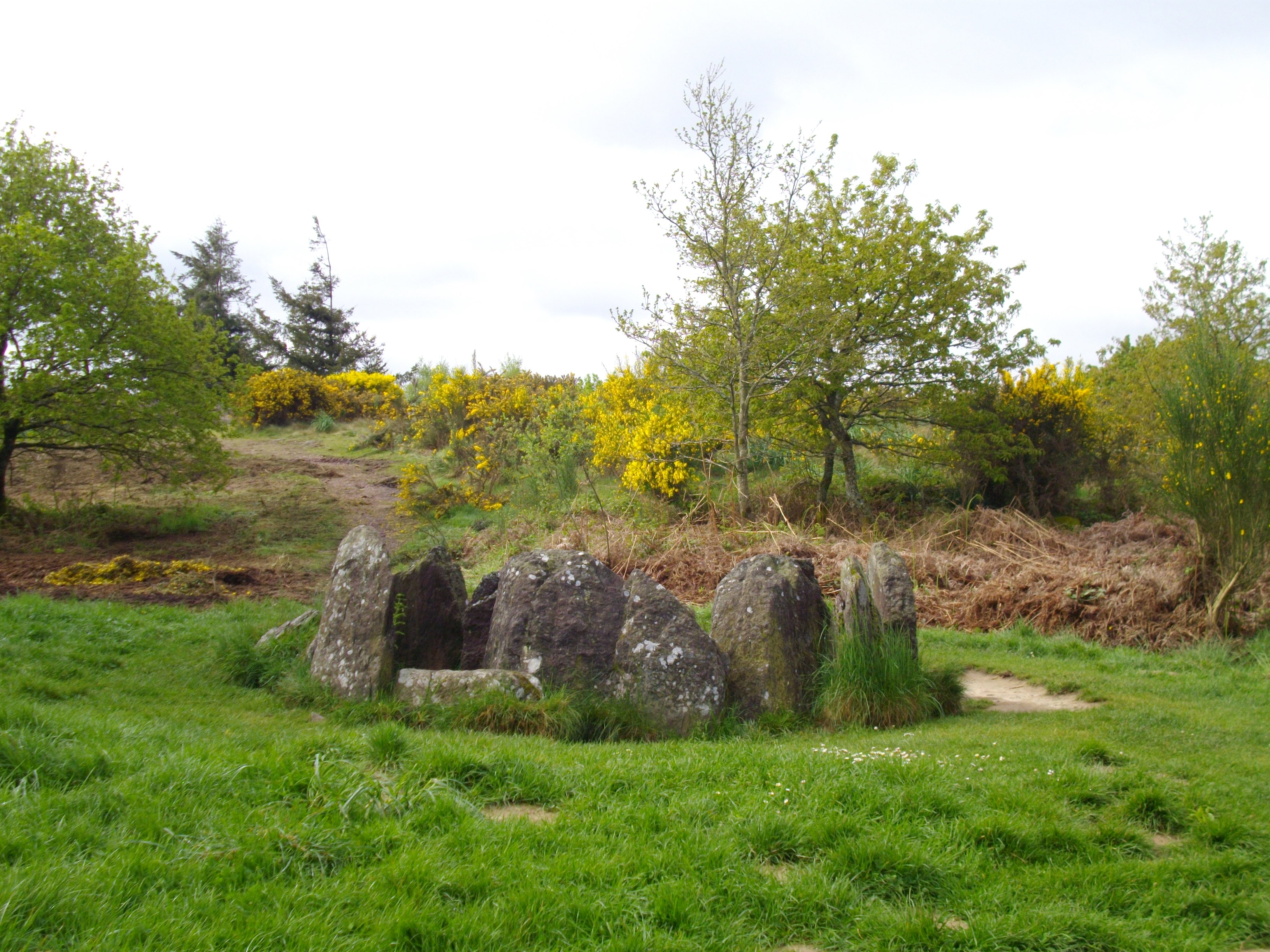
Hotié de Viviane dans la lande.

Appelé aussi Tombeau des Druides, c'est un coffre funéraire datant d'environ 2500 av. J.-C.
De nombreuses fouilles y ont été faites et ont permis la trouvaille de nombreux objets anciens comme une hache polie en dolérite, des tessons de poteries, des éléments en silex, des pointes et des bijoux rudimentaires et un coffre funéraire, situé près du Val sans Retour.

### Le tombeau du Géant
Le tumulus dit « Tombeau du Géant », appelé aussi « Roche à la Vieille », est constitué de trois ou quatre menhirs dressés il y a 5000 ans. Trois menhirs furent réemployés à l'âge de bronze (il y a environ 3500 ans) comme coffre funéraire ; le quatrième est au sol à une dizaine de mètres. Autrefois recouvert d'un tumulus de terre, le site est par ses dimensions impressionnantes surnommé « Tombeau des Géants ».

### Le jardin aux Moines
Situé à Néant-sur-Yvel, il est aussi appelé  "Jardin aux tombes". Il s'agit d'un tumulus mégalithique daté de 3000 à 2500 avant notre ère. C'est un des nombreux tertres tumulaires présents dans cette région. Il a été fouillé en 1983 sous la direction de Jacques Briard, démontrant une activité d'un petit groupe de chasseurs il y a 7000 à 8000 ans.

### Autres sites
- Le menhir de la Pierre Droite et les alignements de la Prise de Comper.
- Les allées couvertes dites du Tombeau de la duchesse d'Angoulême et du Tombeau des Anglais.

## Sites naturels

### Les arbres remarquables

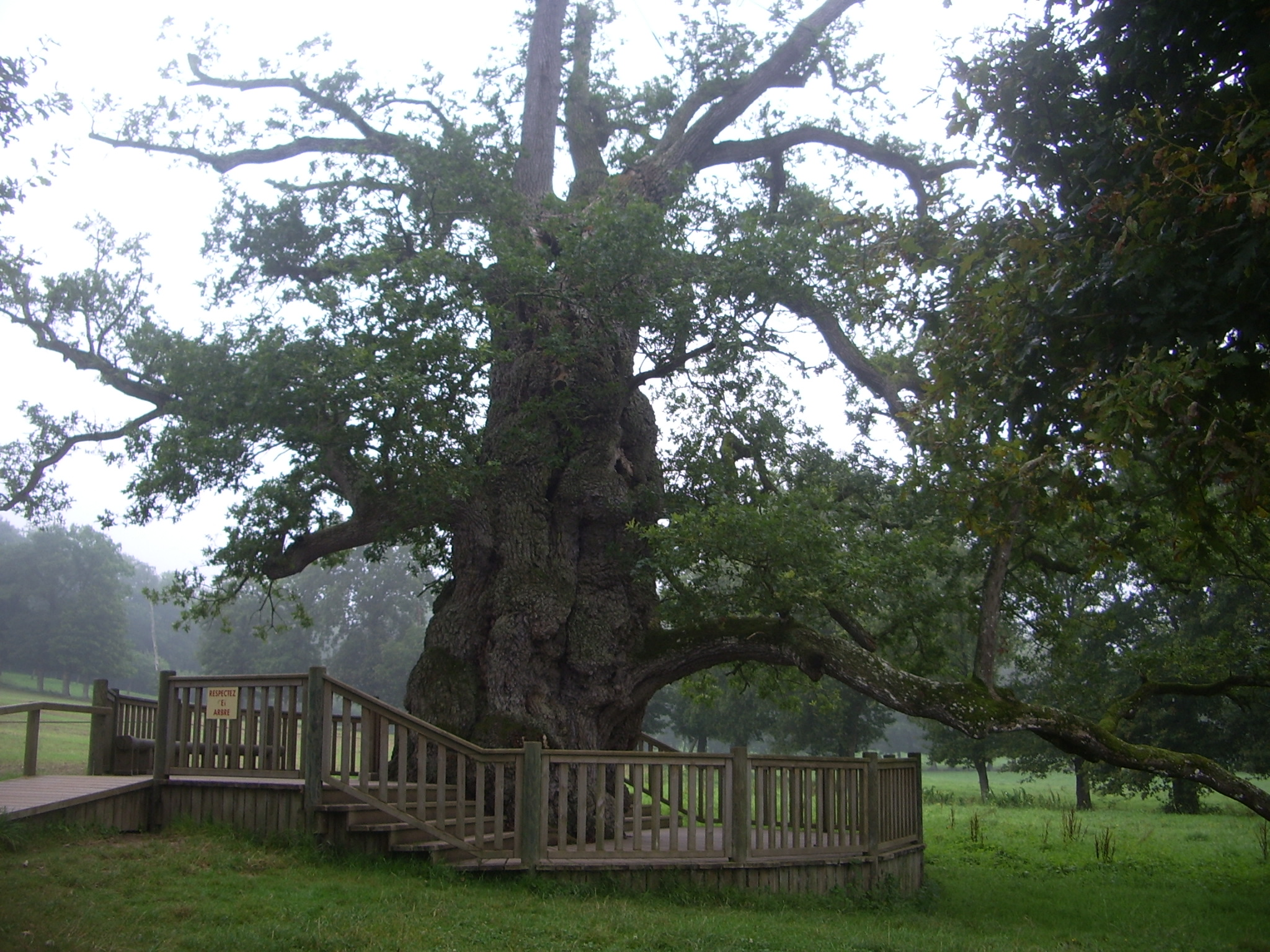
Le chêne de Guillotin.

La forêt de Paimpont renferme plusieurs arbres remarquables. Le plus célèbre d'entre eux est un vieux chêne âgé d'environ 1 000 ans et faisant plus de 9 mètres de circonférence : le chêne de Guillotin. Il est situé entre Concoret et Tréhorenteuc. Selon la légende, un prêtre réfractaire nommé Pierre-Paul Guillotin s’y réfugia pendant la Révolution française. Il continua à administrer sacrements et bénédictions dans la région, et rédigea un précieux journal des événements révolutionnaires.
Parmi les autres arbres remarquables, on peut aussi citer le chêne des Hindrés, qui mesure environ 5 mètres de circonférence, le hêtre de Ponthus, le hêtre du voyageur et  le hêtre de Roche Plate.

### La fontaine de Barenton

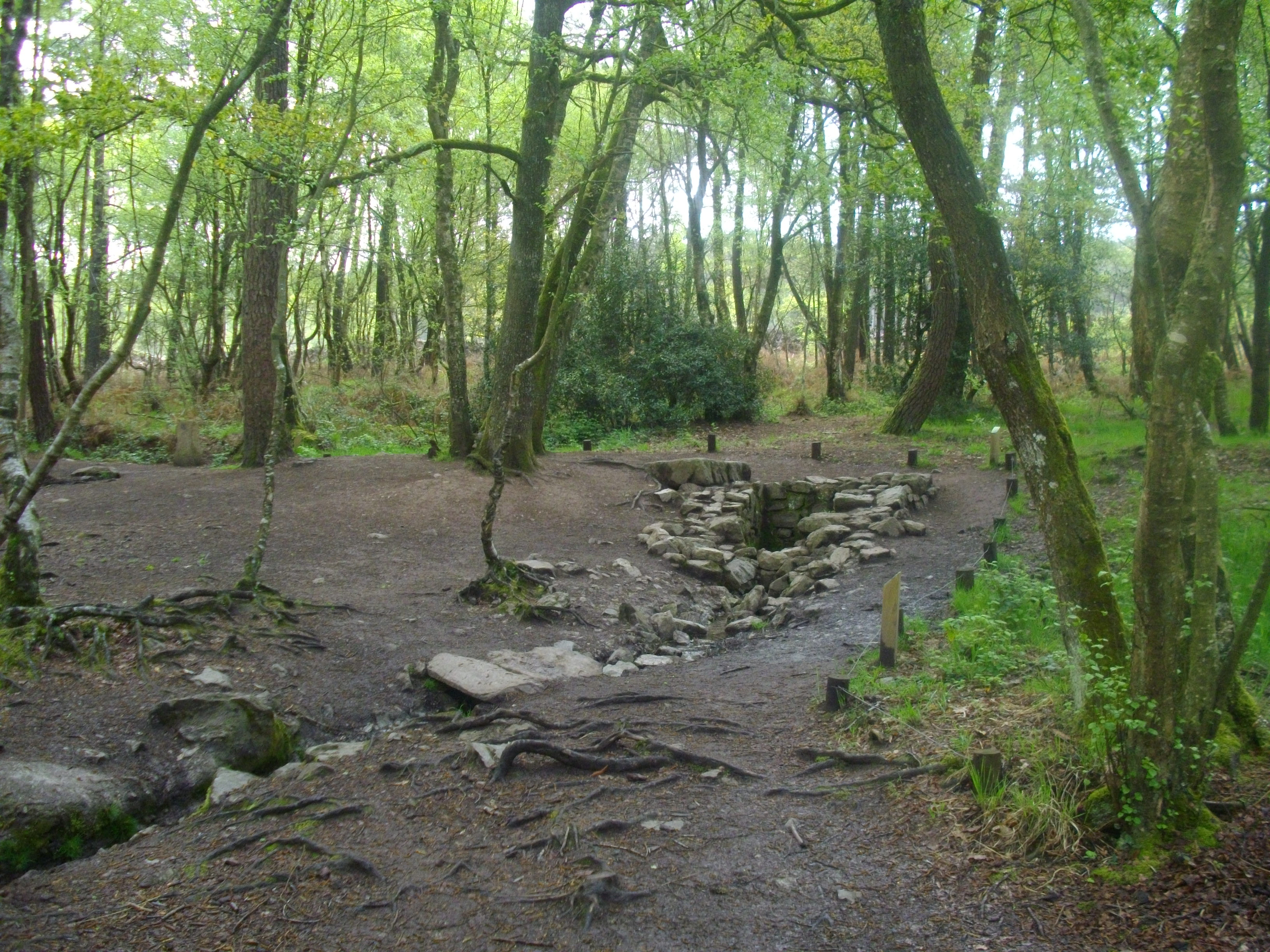
La fontaine de Barenton.

La fontaine de Barenton (une autre forme écrite, par déformation, est Bellanton) est située à l'ouest de la forêt, près du hameau de la "Folle-Pensée", elle est assez difficile d'accès. Citée dans la littérature médiévale, cette fontaine a conservé une caractéristique déjà évoquée alors : elle "bout à froid", c'est-à-dire que de temps en temps on voit des chapelets de bulles monter à sa surface.
Les légendes associées à ce lieu sont nombreuses. Selon une légende tardive, c'est là que Merlin rencontra Viviane et l'eau de cette fontaine aurait le pouvoir de guérir les maladies mentales. C'est aussi ici que Yvain, le Chevalier au Lion, décrit par Chrétien de Troyes défia le Chevalier Noir, gardien de la fontaine. La coutume veut aussi que les jeunes gens et jeunes filles visitent la fontaine en quête de mariage. Les filles y jettent des épingles pour la faire sourire et les garçons y cherchent le reflet de leur fiancée.

### La fontaine dite de Jouvence

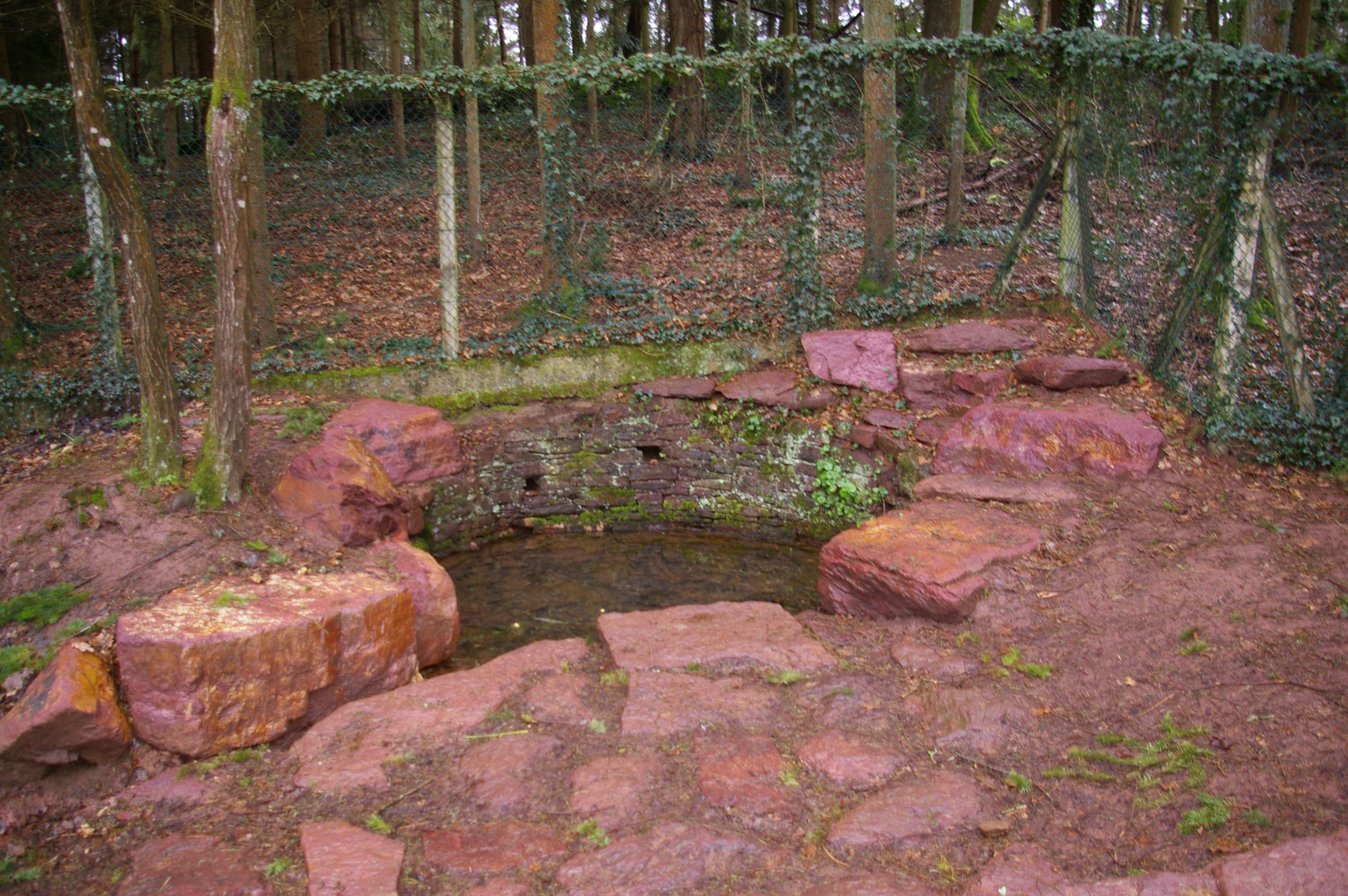
La fontaine de Jouvence.

La fontaine de Jouvence ou plutôt la fontaine dite de Jouvence est un modeste trou d'eau situé près du tombeau de Merlin. Autrefois, lorsque les croyances populaires étaient fortement liées aux rythmes des saisons et à la nature, le recensement des enfants nés pendant l'année se faisait proche des fontaines. À la date du solstice d'été (21 juin), ces enfants étaient présentés aux grands prêtres afin qu'ils puissent être lavés et inscrits sur le "marith" (registre). Les enfants qui n'avaient pu être présentés au recensement de l'année étaient ramenés l'année suivante et inscrits comme nouveau-nés de la nouvelle année, de sorte qu'ils se retrouvaient rajeunis d'un an. Ceci est peut-être à l'origine de l'appellation "fontaine de jouvence".

### Le Val sans Retour

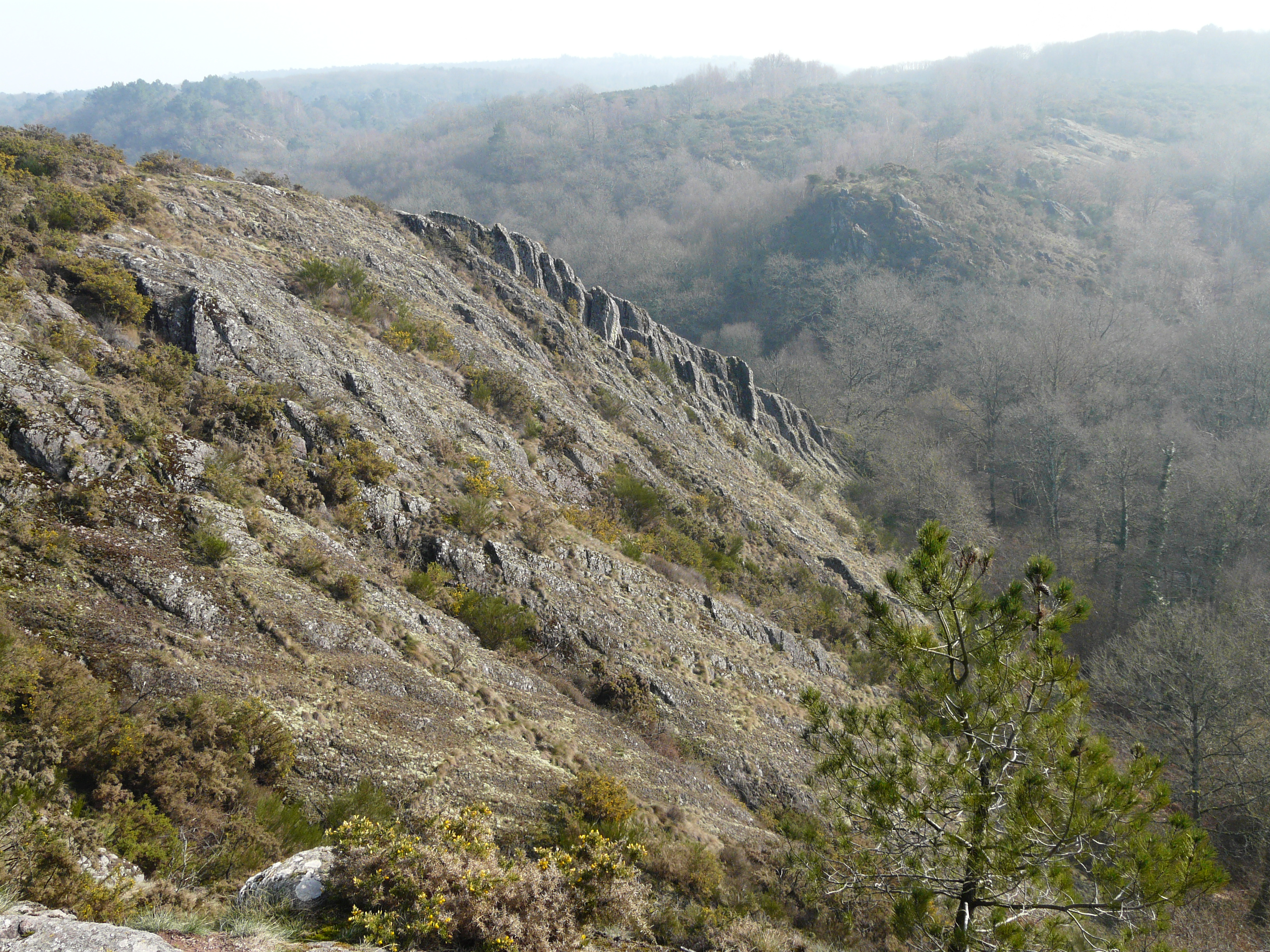
Le Val sans retour : vue panoramique.

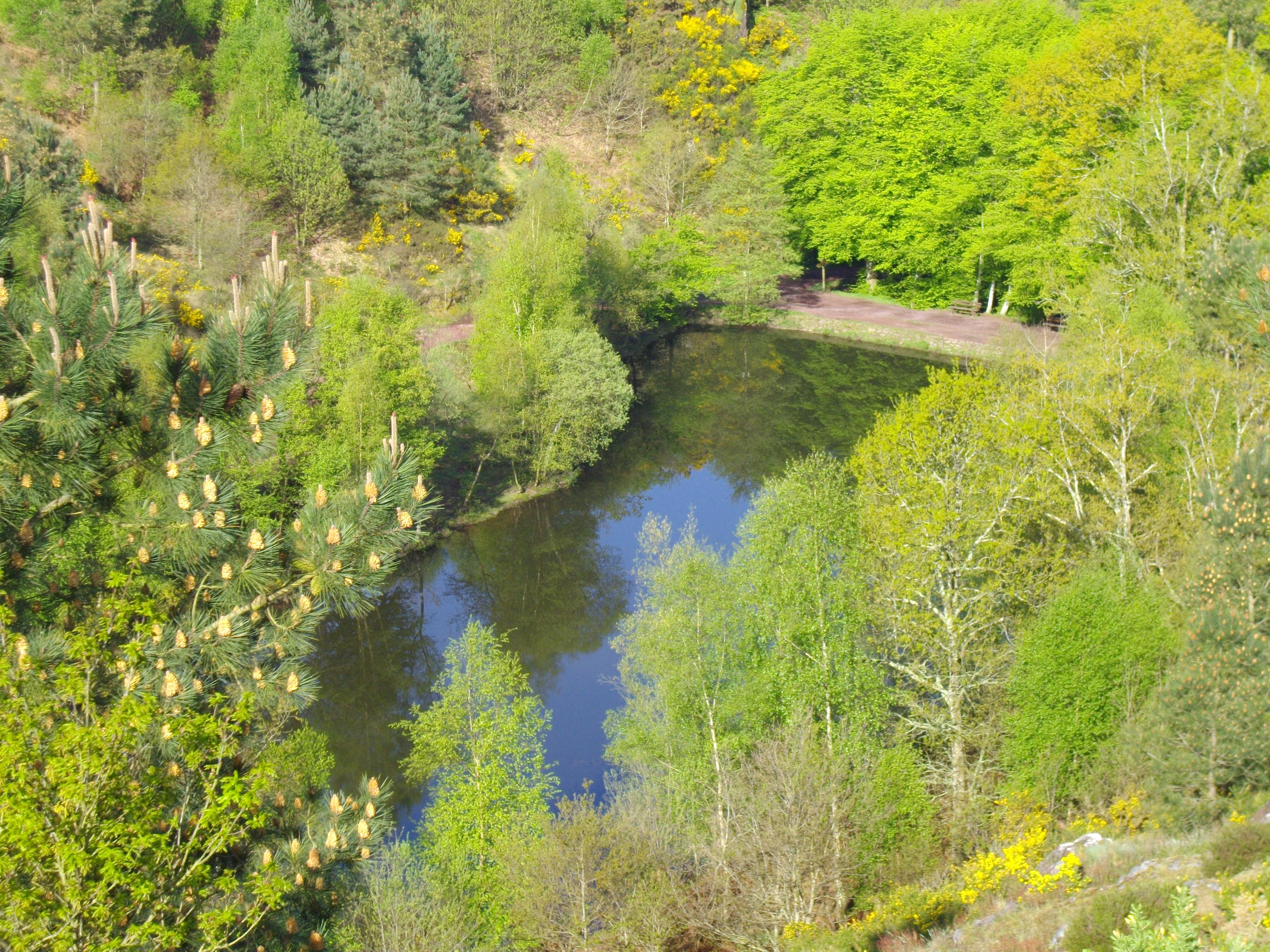
Le Miroir aux fées (vu des rochers).

Le Val sans Retour est situé près de Tréhorenteuc, à l'ouest de Paimpont. C'est le lieu touristique le plus réputé de la forêt. Le Val sans Retour est une vallée encaissée, creusée profondément dans le schiste rouge, couleur résultant de l'oxydation du minerai de fer qu'il contient.
Selon la légende, Morgane la fée, demi-sœur du roi Arthur, trahie par son amant, décida de retenir prisonniers dans ce val tous les chevaliers infidèles. Seul le chevalier Lancelot, fidèle à la reine Guenièvre, put rompre l’enchantement, échapper au sortilège et délivrer les chevaliers. Le site abrite l'Arbre d'Or, œuvre de l'artiste François Davin qui symbolise la forêt brûlée (c'est un mémorial à la forêt meurtrie par l’incendie de 1990) ainsi que toutes les forêts détruites par la négligence ou le profit.

### L'église de Tréhorenteuc
L'église Sainte-Onenne ou chapelle du Graal, située dans le bourg de Tréhorenteuc, restaurée et aménagée par l'abbé Gillard pendant la Seconde Guerre mondiale mêle la foi catholique et le légendaire arthurien du Graal.

### L'étang du Pas du Houx
Avec ses 86 hectares, c'est le plus grand étang de la forêt de Paimpont, riche en faunes et flores aquatiques.